# 윌 아넷
윌 아넷(Will Arnett, 1970년 5월 4일 ~ )은 캐나다와 미국의 배우, 희극인, 제작자이다. 《못말리는 패밀리》(2003-06)와 《30 ROCK》(2007-13) 출연을 통해 프라임타임 에미상 후보에 5번 올랐다. 깊은 바리톤 음성을 활용하여 다수의 애니메이션에서 목소리 연기를 하였다.

## 출연 작품

### 영화
- 시리즈 7 (2001)
- 렛츠 고 투 프리슨 (2006)
- 블레이즈 오브 글로리 (2007)
- 록커 (2008)
- 세미 프로 (2008)
- G-포스: 기니피그 특공대 (2009)
- 조나 헥스 (2010)
- 닌자터틀 (2014)
- 닌자터틀: 어둠의 히어로 (2016)
- 팝스타: 네버 스탑 네버 스토핑 (2016)
- 닥터 두리틀 (2020) - 목소리 출연
- 넥스트 골 윈즈 (2023)

### 애니메이션 영화
- 아이스 에이지 2 (2006)
- 라따뚜이 (2007)
- 호튼 (2008)
- 몬스터 vs 에이리언 (2009)
- 슈퍼배드 (2010)
- 레고 무비 (2014) - 배트맨 역
  - 레고 배트맨 무비 (2017)
  - 레고 무비 2 (2019)
- 넛잡: 땅콩 도둑들 (2014)
  - 넛잡 2 (2017)
- 틴 타이탄 GO! 투 더 무비스 (2018)
- 럼블 (2021)
- 칩과 데일: 다람쥐 구조대 (2022)

### 텔레비전
- 못말리는 패밀리 (2003-06, 2013, 2018-19)
- 30 ROCK (2007-13)
- 트위스티드 메탈 (2023-현재)

### TV 애니메이션
- 대니 팬텀 (2005)
- 보잭 홀스맨 (2014-20)